# Kankantchiaga
Kankantchiaga, également appelé Kankaoutiaga, est une commune rurale située dans le département de Manni de la province de la Gnagna dans la région de l'Est au Burkina Faso.

## Géographie
Kankantchiaga – commune agropastorale à centres d'habitations dispersés – est situé à 8 km au Sud-Est du chef-lieu du département Manni et à 4,5 km à l'Est de la route nationale 18.

## Santé et éducation
Le centre de soins le plus proche de Kankantchiaga est le centre médical de Manni.